# Mjóstíggjur (Suðuroy)
Mjóstíggjur è una montagna alta 592 metri sul mare situata sull'isola di Suðuroy, nell'arcipelago delle Isole Fær Øer, in Danimarca.